# فيكالفي

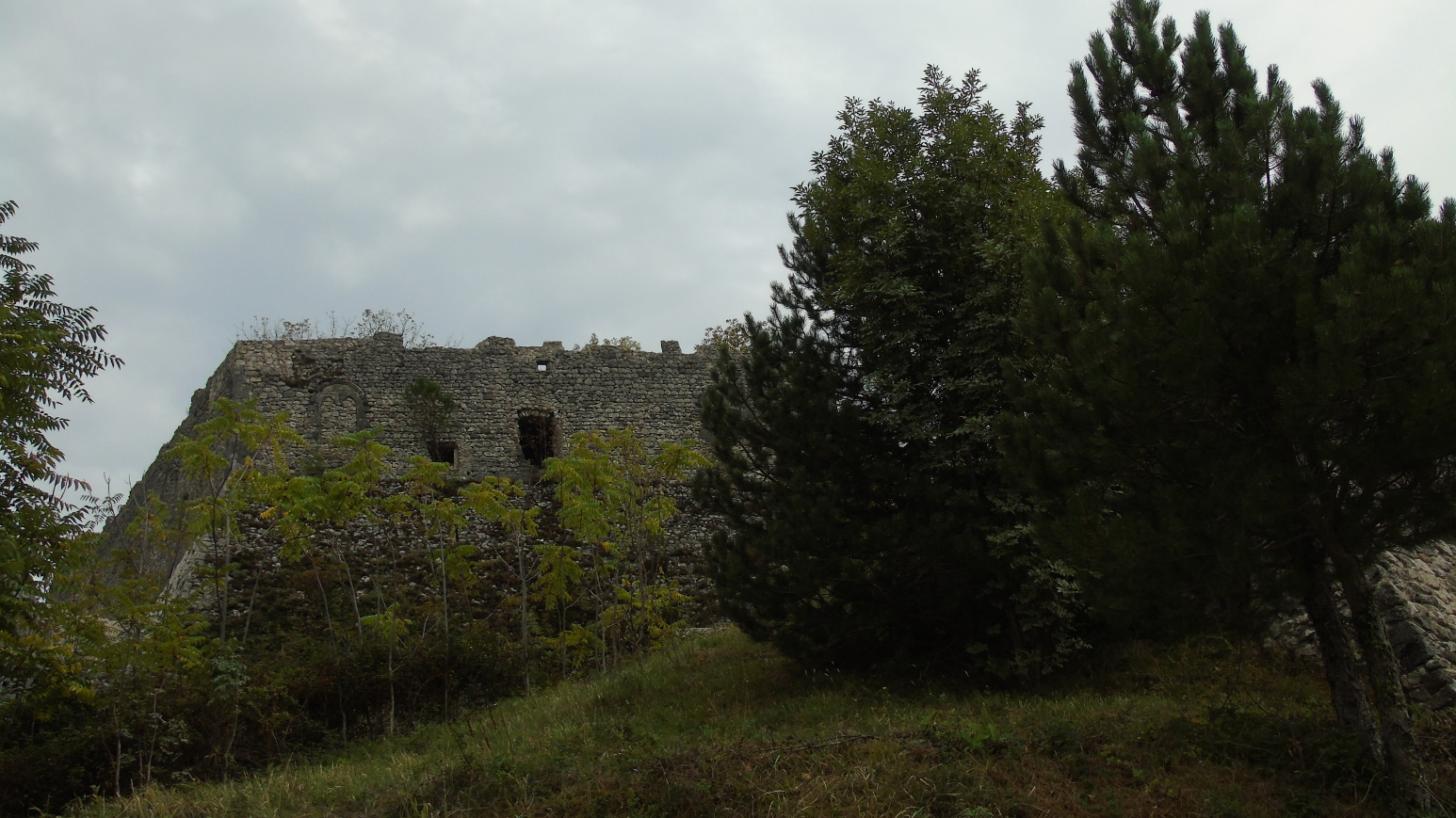
قلعة فيكالفي.

فيكالفي ( يطلق عليها محليًا أوكالو Ucalue ) هي كومونا (بلدية) في مقاطعة فروزينوني في منطقة لاتسيو الإيطالية، وتقع في فيلا دا كومينو على بعد حوالي 100 كيلومتر (62 ميل) شرق روما وحوالي 30 كيلومتر (19 ميل) شرق فروزينوني. تقع مدينة فيكالفي على حدود البلديات التالية: ألفيتو و كالسالفييري و فونتشياري و بوست فيبرينو .
تشمل عدة معالم منها قلعة لومبارد، التي بنيت في القرن الحادي عشر و هناك أيضًا بقايا جدران سيكلوب التي بناها السامنيون في العصور القديمة.